# オーストラリアン・バーブ

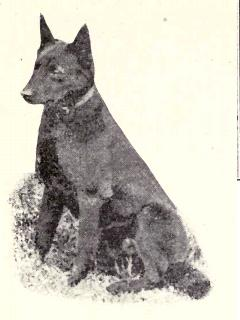
オーストラリアン・バーブ

オーストラリアン・バーブ（英：Australian Barb）は、オーストラリア原産の牧羊犬種のひとつである。別名はブラック・ケルピー（英：Black Kelpie）で、単にバーブとも呼ばれる。
「バーブ」の名は1869年にオーストラリアのメルボルンカップという大会で優勝した、黒毛の競走馬（サラブレッド）のバーブ号からとってつけられた。
オーストラリアン・ケルピーの弟種（改良種）でもある。

## 歴史
1870年代にケルピーを改良し、更に俊足で体力のある牧羊犬種を目指して作出された。ケルピーに同国原産の作業犬、カンガルー・ドッグなどを掛け合わせて作出された。尚、作出に使われた犬は全て毛色がブラックである。
主に牧羊犬として羊を誘導するのに使われた。通常の牧羊犬のように羊を後ろから追う事も出来るが、俊足を生かしてニュージーランドのニュージーランド・ヘディング・ドッグのように羊の前方に回り、睨みを利かせて進行方向をコントロールすることも出来る。
使い勝手の良い犬であるといわれ、はじめのうちは人気があったが、次第に原種のケルピーや輸入されたニュージーランド・ヘディング・ドッグなどに取って代わられるようになってしまい、需要が減って希少化してしまった。現在でも実用犬として使われているが、その頭数は非常に少ない。ペットとして飼われている個体もいる。まずオーストラリア国外では飼育されておらず、FCIなどからはケルピーの派生種のひとつであるとみなされているが、公認はされていない。
尚、黒毛のケルピーのことを稀に「バーブ」と呼ぶことがあるが、既出の通りケルピーは本種の原種で別の犬種であり、好ましくない呼称である。

## 特徴
ケルピーに比べるとバーブは体高が高く、脚も長く、マズルも先細りである。頭部の形の雰囲気はマズルを除くと日本犬にも似ていて、耳は長い立ち耳である。耳の形はカンガルー・ドッグから受け継いだもので、カンガルー・イヤーと呼ばれる、カンガルーに似た特殊な耳形をしている。筋肉質の引き締まった体つきで、運動神経が優れている。走るのが速く、スタミナや運動量もかなり多い。尾はサーベル形の垂れ尾か、通常の垂れ尾。コートはさらりとしたシングルのスムースコートで、毛色はジェット・ブラックかブラック。胸にはホワイトのパッチが入ることもある。大型犬サイズで、性格は忠実で仕事熱心、平和主義だが警戒心が強く、やや神経質な面も持つ（ケルピーと共通の性格）。与えられた仕事は積極的に覚えようとする努力家である。かかりやすい病気は大型犬にありがちな股関節形成不全などがある。又、毛色が黒いため太陽熱を吸収しやすく、熱中症にかかりやすい傾向にある。この点が作業犬として働く際の欠点で、スタミナがありながらも、炎天下では作業を長時間継続できないため、注意が必要となる。